# Farrukh Ormazd
Farruk Ormazd o Farrukh Hormizd o Farrokh Hormizd (Persa: فرخ‌هرمز), era un spahbed en Pèrsia del nord, fou príncep d'Atropatene. Més tard va entrar conflicte amb els nobles sassànides, "dividint els recursos del país". Més tard fou mort per Siyavakhsh en una trama de palau, per ordre de Azarmíntoque després que li va proposar usurpar junts el tron sassànida. Va tenir dos fills, Rostam Farrokhzād i Farrukhzad.

## Famiíia i orígens
Farrukh Ormazd Era un membre de la família Ispahbudhan, un del set clans Parts. Era el fill de Vinduyih, un descendent de Bawi, la germana del qual era la muller de Cobades I i mare de Còsroes I. El pare de Farrukh, i l'oncle Vistahm (Bistam), van jugar una funció important en derrotar el Mihranid Vararanes VI Chobin i restaurant a Cosrores II al tron. Còsroes, tanmateix, va executar a Vinduyih, cosa que va causar la revolta de Vistahm. La rebel·lió de Vistahm va durar de 590/1–596 o 594/5–600, fins que va ser traït per un dels seus propis generals. Després de la mort de Vistahm, Farrukh el va succeir com spahbed del nord.

## Inicia de la carrera
Durant la guerra romano–sassànida de 602–628, Farrukh, i el seu fill Rostam Farrokhzad, es va rebel·lar contra Còsroes II, permetent l'emperador romà d'Orient Heracli envair Atropatene, on va saquejar diverses ciutats, incloent el temple d'Adur Gushnasp.
El 628, les famílies feudals de Pèrsia es van revoltar secretament contra Còsroes i es van unir a Sarbar. Cobades II fou llavors alliberat per les famílies feudals de l'imperi entre les quals hi havia la casa de Ispahbudhan representada per Farrukh Ormazd, i els seus dos fills Rostam Farrokhzad, i Farrukhzad; Sarbar, i representava la família Mihrakan; la facció armenia representada per Varaz-Tirots Bagratuní II i finalment la Kanarang. El febrer, Cobades, juntament amb Aspad Gushnasp, va capturar Ctesifont i va empresonar Cosrau II. Cobades II llavors es va proclamar rei de l'Imperi Sassànida el 25 de febrer, i amb l'ajut del seu ministre Piruz Khosrow, va executar a tots els seus germans i germanastres (algun es va poder amagar) el que va incloure Mardanshah, el fill favorit de Còsroes II. Tres dies més tard, va ordenar a Mihr Hormozd executar al seu pare. Amb l'acord dels nobles persa nobles, Cobades va fer la pau amb l'emperador romà d'Orient Heracli, recuperant els romans d'Orient tots els territoris perduts, els seus presoners eren alliberats i se'ls pagava una indemnizatció de guerra a més de retornar algunes reliquies com la verdadera Creu agafades a Jerusalem quan els perses la van ocupar el 614.
Després de la pèrdua del territori requerit pel tractat de pau, Farrukh Ormazd va formar un estat independent en la part nord de l'Imperi Sassànida, el qual va ser conegut com la facció Pahlav (Part). Piruz Khosrow també va formar un estat independent en Pèrsia del sud, el qual va ser conegut com la facció Parsig (persa). Això va dividir els recursos del país que va resultar en una pesta que va devastar les províncies occidentals de Pèrsia, matant la meitat de la població juntament amb el mateix rei Cobades II que va ser substituït pel seu fill infant Artaxerxes III.
Un any més tard, Sarbar amb una força de 6.000 homes, va marxar cap a Ctesifont i va assetjar la ciutat. Sarbar, tanmateix, era incapaç de capturar la ciutat, i llavors va fer una aliança amb Piruz. Ell també fet una aliança amb Namdar Jushnas, el spahbed de Nimruz. Sarbar, amb l'ajut d'aquestes dues figures potents, va capturar Ctesifont, i va executar Artaxerxes III, juntament amb el seu ministre Mah-Adhur Gushnasp, incloent altres nobles com Ardabīl. Quaranta dies més tard, Sarbar va ser assassinat per Farrukh, qui llavors va fer reina a Borane, la filla gran de Cosrau II. Farrukh Ormazd Molt es va oposar a Piruz i la seva facció. Borandukht, tanmateix, va ser deposada per Shapur-i Shahrvaraz (Sapor V), el fill de Mihran, germana de Cosrau II, i de l'usurpador usurpador Sarbar. Sapor V fou en breu deposat per Piruz i la seva facció, qui no va reconèixer el seu govern. Piruz llavors va coronar a Azarmíntoque, la germana de Borane, com a reina de Pèrsia. Farrukh llavors es va declarar com "el dirigent del poble i el pilar de l'Iran" i va esdevenir rei de part de Pèrsia. Llavors va començar a encunyar monedes a Estakhr a Fars i Nahavand a Mèdia, sota el nom de "Ormazd V" amb la llegenda « AUHRaMaZI AFZUN » o sigui Ormazd el dispensador de prosperitat».

## Usurpació i mort
Per tal de fer front a la facció Parsig i legitimar el seu poder, Farrukh Hormizd va demanar a Azarmidokht de casar-s'hi. No gosant rebutjar, Azarmidokht el va fer matar amb l'ajut del Mihranid Siyavakhsh, qui era net de Vararanes VI Chobin, el famós spahbed i breument shahanshah. Després de la mort de Farrukh, Rostam Farrokhzad, el seu fill, esdevenia el nou spahbed d'Atropatene i Khorasan, i llavors va venjar al seu pare ocupant Ctesifont i matant a Azarmidokht.

## Arbre familiar
|         |         |         |         |         |         |  |  |                   |                   |                   |                   |                   |                   |                |                |                |                |            |            |            |            |         |         |           |           |           |           |                  |                  |                  |                  |                  |                  |           |           |           |           |          |          |  |  |  |  |  |  |  |  |  |  |  |  |  |  |
|         |         |         |         |         |         |  |  |                   |                   |                   |                   |                   |                   |                |                |                |                |            |            | Bawi       |            |         |         |           |           |           |           |                  |                  |                  |                  |                  |                  |           |           |           |           |          |          |  |  |  |  |  |  |  |  |  |  |  |  |  |  |
|         |         |         |         |         |         |  |  |                   |                   |                   |                   |                   |                   |                |                |                |                |            |            |            |            |         |         |           |           |           |           |                  |                  |                  |                  |                  |                  |           |           |           |           |          |          |  |  |  |  |  |  |  |  |  |  |  |  |  |  |
|         |         |         |         |         |         |  |  |                   |                   |                   |                   |                   |                   |                |                |                |                |            |            | Sapor      |            |         |         |           |           |           |           |                  |                  |                  |                  |                  |                  |           |           |           |           |          |          |  |  |  |  |  |  |  |  |  |  |  |  |  |  |
|         |         |         |         |         |         |  |  |                   |                   |                   |                   |                   |                   |                |                |                |                |            |            |            |            |         |         |           |           |           |           |                  |                  |                  |                  |                  |                  |           |           |           |           |          |          |  |  |  |  |  |  |  |  |  |  |  |  |  |  |
|         |         |         |         |         |         |  |  |                   |                   |                   |                   |                   |                   |                |                |                |                |            |            |            |            |         |         |           |           |           |           |                  |                  |                  |                  |                  |                  |           |           |           |           |          |          |  |  |  |  |  |  |  |  |  |  |  |  |  |  |
|         |         |         |         |         |         |  |  |                   |                   |                   |                   | Vinduyih          | Vinduyih          | Vinduyih       | Vinduyih       | Vinduyih       | Vinduyih       |            |            |            |            |         |         |           |           |           |           | Vistahm o Bistam | Vistahm o Bistam | Vistahm o Bistam | Vistahm o Bistam | Vistahm o Bistam | Vistahm o Bistam |           |           |           |           |          |          |  |  |  |  |  |  |  |  |  |  |  |  |  |  |
|         |         |         |         |         |         |  |  |                   |                   |                   |                   | Vinduyih          | Vinduyih          | Vinduyih       | Vinduyih       | Vinduyih       | Vinduyih       |            |            |            |            |         |         |           |           |           |           | Vistahm o Bistam | Vistahm o Bistam | Vistahm o Bistam | Vistahm o Bistam | Vistahm o Bistam | Vistahm o Bistam |           |           |           |           |          |          |  |  |  |  |  |  |  |  |  |  |  |  |  |  |
|         |         |         |         |         |         |  |  |                   |                   |                   |                   |                   |                   |                |                |                |                |            |            |            |            |         |         |           |           |           |           |                  |                  |                  |                  |                  |                  |           |           |           |           |          |          |  |  |  |  |  |  |  |  |  |  |  |  |  |  |
|         |         |         |         |         |         |  |  |                   |                   |                   |                   |                   |                   |                |                |                |                |            |            |            |            |         |         |           |           |           |           |                  |                  |                  |                  |                  |                  |           |           |           |           |          |          |  |  |  |  |  |  |  |  |  |  |  |  |  |  |
|         |         |         |         |         |         |  |  |                   |                   |                   |                   | Farrukh Ormazd    | Farrukh Ormazd    | Farrukh Ormazd | Farrukh Ormazd | Farrukh Ormazd | Farrukh Ormazd |            |            |            |            | Tiruyih | Tiruyih | Tiruyih   | Tiruyih   | Tiruyih   | Tiruyih   |                  |                  |                  |                  |                  |                  | Vinduyih  | Vinduyih  | Vinduyih  | Vinduyih  | Vinduyih | Vinduyih |  |  |  |  |  |  |  |  |  |  |  |  |  |  |
|         |         |         |         |         |         |  |  |                   |                   |                   |                   | Farrukh Ormazd    | Farrukh Ormazd    | Farrukh Ormazd | Farrukh Ormazd | Farrukh Ormazd | Farrukh Ormazd |            |            |            |            | Tiruyih | Tiruyih | Tiruyih   | Tiruyih   | Tiruyih   | Tiruyih   |                  |                  |                  |                  |                  |                  | Vinduyih  | Vinduyih  | Vinduyih  | Vinduyih  | Vinduyih | Vinduyih |  |  |  |  |  |  |  |  |  |  |  |  |  |  |
|         |         |         |         |         |         |  |  |                   |                   |                   |                   |                   |                   |                |                |                |                |            |            |            |            |         |         |           |           |           |           |                  |                  |                  |                  |                  |                  |           |           |           |           |          |          |  |  |  |  |  |  |  |  |  |  |  |  |  |  |
|         |         |         |         |         |         |  |  |                   |                   |                   |                   |                   |                   |                |                |                |                |            |            |            |            |         |         |           |           |           |           |                  |                  |                  |                  |                  |                  |           |           |           |           |          |          |  |  |  |  |  |  |  |  |  |  |  |  |  |  |
|         |         |         |         |         |         |  |  | Rostam Farrokhzād | Rostam Farrokhzād | Rostam Farrokhzād | Rostam Farrokhzād | Rostam Farrokhzād | Rostam Farrokhzād |                |                | Farrukhzad     | Farrukhzad     | Farrukhzad | Farrukhzad | Farrukhzad | Farrukhzad |         |         |           |           |           |           |                  |                  |                  |                  |                  |                  |           |           |           |           |          |          |  |  |  |  |  |  |  |  |  |  |  |  |  |  |
|         |         |         |         |         |         |  |  | Rostam Farrokhzād | Rostam Farrokhzād | Rostam Farrokhzād | Rostam Farrokhzād | Rostam Farrokhzād | Rostam Farrokhzād |                |                | Farrukhzad     | Farrukhzad     | Farrukhzad | Farrukhzad | Farrukhzad | Farrukhzad |         |         |           |           |           |           |                  |                  |                  |                  |                  |                  |           |           |           |           |          |          |  |  |  |  |  |  |  |  |  |  |  |  |  |  |
|         |         |         |         |         |         |  |  |                   |                   |                   |                   |                   |                   |                |                |                |                |            |            |            |            |         |         |           |           |           |           |                  |                  |                  |                  |                  |                  |           |           |           |           |          |          |  |  |  |  |  |  |  |  |  |  |  |  |  |  |
|         |         |         |         |         |         |  |  |                   |                   |                   |                   |                   |                   |                |                |                |                |            |            |            |            |         |         |           |           |           |           |                  |                  |                  |                  |                  |                  |           |           |           |           |          |          |  |  |  |  |  |  |  |  |  |  |  |  |  |  |
| Shahram | Shahram | Shahram | Shahram | Shahram | Shahram |  |  | Surkhab I         | Surkhab I         | Surkhab I         | Surkhab I         | Surkhab I         | Surkhab I         |                |                | Isfandyadh     | Isfandyadh     | Isfandyadh | Isfandyadh | Isfandyadh | Isfandyadh |         |         | Vararanes | Vararanes | Vararanes | Vararanes | Vararanes        | Vararanes        |                  |                  | Farrukhan        | Farrukhan        | Farrukhan | Farrukhan | Farrukhan | Farrukhan |          |          |  |  |  |  |  |  |  |  |  |  |  |  |  |  |